# سكوت روزنبيرغ
سكوت روزنبيرغ (بالإنجليزية: Scott Rosenberg)‏ (و. 1963  م) هو ممثل، وكاتب سيناريو، وممثل تلفزي، وممثل أفلام، ومنتج أفلام أمريكي، ولد في نيدهام.

## التعليم
تعلم في جامعة بوسطن، وتعلم في جامعة كاليفورنيا، لوس أنجلوس، وتعلم في كلية بوسطن الجامعية للاتصالات ‏
.

## وصلات خارجية
- سكوت روزنبيرغ على موقع IMDb (الإنجليزية)
- سكوت روزنبيرغ على موقع ألو سيني (الفرنسية)
- سكوت روزنبيرغ على موقع أول موفي (الإنجليزية)
- سكوت روزنبيرغ على موقع قاعدة بيانات الأفلام السويدية (السويدية)
- سكوت روزنبيرغ على موقع قاعدة بيانات الفيلم (الإنجليزية)
- سكوت روزنبيرغ على موقع كينوبويسك (الروسية)